# Bataille de Tourane
La bataille de Tourane est une bataille navale. La victoire est remportée le 15 avril 1847 par deux navires de la Marine française sous le commandement du capitaine de vaisseau Augustin de Lapierre sur la flotte du royaume viêt Nam de la dynastie Nguyễn au large de la ville de Tourane qui s'appelle aujourd'hui Đà Nẵng.

## Contexte
Les officiers de marine étaient venus réitérer, au nom du gouvernement français, la demande de liberté religieuse et la sécurité pour les ressortissants français, n'étant pas allé au banquet offert par Thiệu Trị, les navires français furent attaqués[pas clair]. Le combat ayant duré deux heures, 4 corvettes vietnamiennes sont coulées et une cinquième est très endommagée. Les Vietnamiens perdent près de 1 200 hommes lors de cette bataille. Un bilan tiré de sources vietnamiennes indique plutôt cinq navires coulés, deux officiers tués, plus de quarante autres morts, plus de quatre-vingt-dix blessés et cent-quatre disparus.

## Navires engagés
- France
  - frégate La Gloire, capitaine de vaisseau Augustin de Lapierre
  - corvette La Victorieuse, capitaine de frégate Charles Rigault de Genouilly
- Viêt Nam
  - 5 corvettes et de nombreuses jonques

## Sources
- (en) R. Ernest Dupuy et Trevor N. Dupuy, Collins encyclopedia of military history : from 3500 B.C. to the present, Glasgow, HarperCollins, 1993, 1654 p. (ISBN 978-0-00-470143-1).
- Philippe Héduy, Histoire de l'Indochine : la perle de l'Empire (1624-1954), Paris, A. Michel, 1998, 472 p. (ISBN 978-2-226-09965-5).